# 国難突破解散
国難突破解散（こくなんとっぱかいさん）とは2017年9月28日の衆議院解散の俗称。

## 概要
2017年、安倍晋三首相は当初は2018年9月の自民党総裁選で3選を果たした上で、衆院選と同日に憲法改正の国民投票を行う戦略を描いていた。しかし、加計学園問題・森友学園問題などで内閣支持率が急落し、同年7月の東京都議会議員選挙で自民党は敗北した。8月3日に内閣改造などを行い、内閣支持率が回復した。民進党代表が前原誠司に代わったものの、山尾志桜里を幹事長に据える人事が山尾に関する週刊誌報道を受けて撤回される等でつまずき細野豪志元環境相らが離党する等し、民進党への逆風は与党に有利に働くことになった。また、都議会議員選挙で都民ファーストの会代表として勝利した小池百合子東京都知事が国政進出を目指す動きが出たが、候補者準備などに入ったばかりであった。
国際情勢では、8月26日と8月29日に北朝鮮がミサイル発射実験を行い、さらに北朝鮮は9月3日に6回目の核実験を行うなどして北朝鮮情勢が緊迫化し、外務省から「年末にかけて緊迫する」との分析が寄せられた。
安倍は上記のような国際情勢から「中国共産党党大会が開かれる10月中は大きな動きはない」「衆院選による組閣後のトランプアメリカ大統領の来日にも間に合う」として9月下旬に国会召集して冒頭解散し10月に衆院選を行うことを考えていた。自民党が9月8日から9月10日にかけて行った衆院選情勢調査では現有286議席から「12〜30議席減」となるが自民単独で過半数は維持するという結果が安倍の解散総選挙の決断を後押しした。9月10日夜に東京都渋谷区富ヶ谷の安倍の私邸で麻生太郎副総理兼財務大臣に「臨時国会冒頭の9月28日解散・10月10日衆院選公示・10月22日投開票」のスケジュールで衆議院を解散する決断を伝えた。麻生も「追い込まれて解散して勝った試しはない。解散を見送れば政権運営のハンドリングが難しくなる。」と自身が首相だった経験を踏まえて解散に同意した。菅義偉内閣官房長官は早期解散に慎重だったが、最終的に安倍の決断に同意した。
9月11日に安倍は二階俊博自民党幹事長と山口那津男公明党代表と首相官邸で相次いで会談し「臨時国会中の解散」を模索する考えを伝えた上で、インド訪問に旅立った。9月15日にインドから帰国した安倍は、冒頭解散の意向を二階やロシア訪問中の山口に伝えた。これにより自民党と公明党の支持母体である創価学会は10月衆院選の準備に入り、解散情報は政界に知られることとなった。
9月25日に安倍は首相官邸で記者会見を開き、臨時国会冒頭の9月28日に衆議院を解散すると表明した。今回の解散を「国難突破解散」と位置付け、少子高齢化や北朝鮮情勢に触れて「国民と国難を乗り越えるため、国民の意見を聞かなければならない」と述べた。
9月28日に第194回国会が召集された初日に第3次安倍内閣は衆議院を解散した。